# Kanton Ifs
Der Kanton Ifs ist eine französische Verwaltungseinheit im Département Calvados in der Region Normandie. Er umfasst vier Gemeinden im Arrondissement Caen. Bei der landesweiten Neuordnung der französischen Kantone wurde er 2015 neu geschaffen.

## Gemeinden
Der Kanton besteht aus vier Gemeinden mit insgesamt 32.383 Einwohnern (Stand: 1. Januar 2022) auf einer Gesamtfläche von 26,59 km²:
| Gemeinde           | Einwohner 1. Januar 2022 | Fläche km² | Dichte Einw./km² | Code INSEE | Postleitzahl |
| ------------------ | ------------------------ | ---------- | ---------------- | ---------- | ------------ |
| Cormelles-le-Royal | 5.273                    | 3,48       | 1.515            | 14181      | 14123        |
| Giberville         | 4.956                    | 5,00       | 991              | 14301      | 14730        |
| Ifs                | 11.868                   | 9,06       | 1.310            | 14341      | 14123        |
| Mondeville         | 10.286                   | 9,05       | 1.137            | 14437      | 14120        |
| Kanton Ifs         | 32.383                   | 26,59      | 1.218            | 1416       | –            |

## Politik
| Vertreter im Departementrat | Vertreter im Departementrat    | Vertreter im Departementrat |
| Amtszeit                    | Namen                          | Partei                      |
| --------------------------- | ------------------------------ | --------------------------- |
| 2015–                       | Edithe Guillot Bertrand Havard | PS                          |